# Farshad Fahrsinejadian
Farshad Fahrsinejadian (* 18. Oktober 1988) ist ein ehemaliger iranischer Radrennfahrer.
Fahrsinejadian fuhr auf der Straße 2007 bei dem iranischen Continental Team MES Kerman und 2010 für das Tabriz Petrochemical Cycling Team. Bei den Asienspielen 2010 in Guangzhou belegte Fahrsinejadian bei den Bahnradwettbewerben den siebten Platz im Sprint und im Teamsprint gewann er zusammen mit Mahmoud Parash und Hassanali Varposhti die Bronzemedaille.

## Erfolge
2010
- Asienspiele – Teamsprint (mit Mahmoud Parash und Hassanali Varposhti)

## Teams
- 2007 Team MES Kerman
- 2010 Tabriz Petrochemical Cycling Team